# Merytre-Hatshepsut
Mery(e)tre-Hatshepsut, hay Hatshepsut-Mery(e)tre, đôi khi còn được gọi là Hatshepsut-Meryet-Ra, là một Chính thất Vương hậu của pharaon Thutmose III và là mẹ của pharaon kế vị Amenhotep II trong thời kỳ Vương triều thứ 18.

## Thân thế

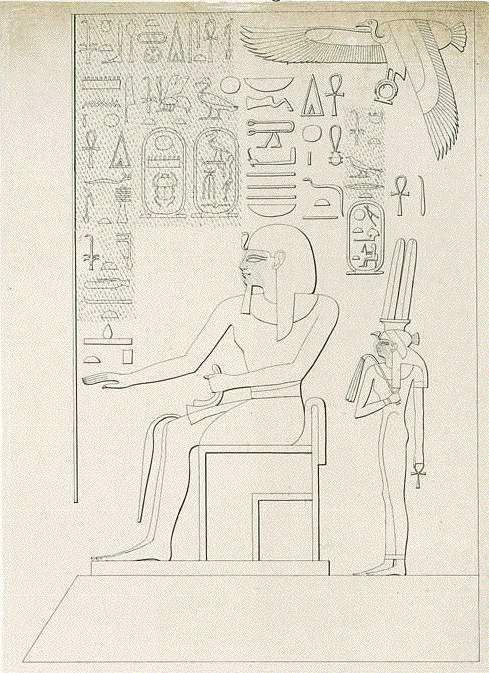
Merytre đứng sau Thutmose III (tại đền Amun ở Medinet Habu)

Ban đầu, Merytre được phỏng đoán là người con thứ hai của nữ pharaon Hatshepsut (tức là em của Neferure), tuy nhiên không có bất kỳ công trình nào của bà có khắc tên Merytre, cũng như không có bất kỳ điều gì cho thấy Merytre xuất thân từ vương thất.
Ngoài Amenhotep II, vương hậu Merytre còn hạ sinh 5 người con khác, bao gồm một vương tử tên Menkheperre và 4 vương nữ là Nebetiunet, hai Meritamen và Iset. Trên một bức tượng (đã vỡ nửa phần trên) của Hui (số hiệu EA1280 tại Bảo tàng Anh), nữ tư tế của thần Amun và Atum-Ra, vương nữ Nebetiunet đang ngồi trên đùi bà, phía dưới chân Hui là tên của 4 anh chị em còn lại trừ Amenhotep II. Điều này cho thấy, tư tế Hui khả năng cao mới chính là mẹ của vương hậu Merytre.
Trên tường mộ KV34 của Thutmose III, Merytre xuất hiện cùng với hai vương hậu khác, Nebtu và Satiah, cùng một vương nữ tên Nefertiru, con gái của Thutmose. Theo thứ tự mô tả, có thể thấy Nebtu qua đời trước Satiah, và cả hai đều lần lượt qua đời trước nhà vua, do đều kèm theo tính ngữ Maa Kheru (mꜣꜥ ḫrw; "hợp lý, chính đáng") dưới cartouche chứa tên của họ. Chỉ riêng Merytre là mang tính ngữ ꜥnḫ.tj ("còn sống") cho thấy bà sống tới triều đại của con trai Amenhotep II, và cũng theo đó, bà là kế hậu sau Satiah.
Vào cuối thời Thutmose III, Merytre nắm giữ vai trò quan trọng trong vương thất, vì vậy mà trên tấm bia đá quartzit đỏ CG 34015, bà được ca ngợi với nhiều danh hiệu, có thể tạm dịch như sau:
"Vương hậu kế vị, cực kỳ được sủng ái, đã theo hầu phu quân, một Thiện thần, là người mà Lãnh chúa Hai vùng đất yêu quý khi ngài ngắm nhìn nàng, Chính thất Vương hậu, Merytre-Hatshepsut, trường tồn như Ra. ...người nhận được sự yêu thương ở chốn biệt cung, đứng đầu chúng hậu phi, chưa lần nào vắng bóng bên cạnh Lãnh chúa Hai vùng đất". 
Bước sang đầu thời Amenhotep II, Merytre vẫn còn được nhắc đến trên những công trình của con trai, đặc biệt là những công trình đánh dấu thời kỳ Amenhotep đồng cai trị với vua cha Thutmose III, với hai danh hiệu Phối ngẫu của Thần (God's Wife) và Bàn tay của Thần (God's Hand), như trên tường mộ TT72.
Khi Amenhotep độc tôn cai trị, Merytre thậm chí còn được tôn vinh hơn nữa, chẳng hạn như trên một ô cửa được trang trí ở phía bắc đền Karnak, bà được tôn danh hiệu "Nữ chúa của Hai vùng đất". Danh hiệu này của bà cũng được tìm thấy trong lăng mộ của Amenhotep II.
Tại một ngôi mộ ở Sheikh Abd el-Qurna, một hoạt cảnh được cho là đang diễn ra lễ rước tượng của vương hậu Merytre.

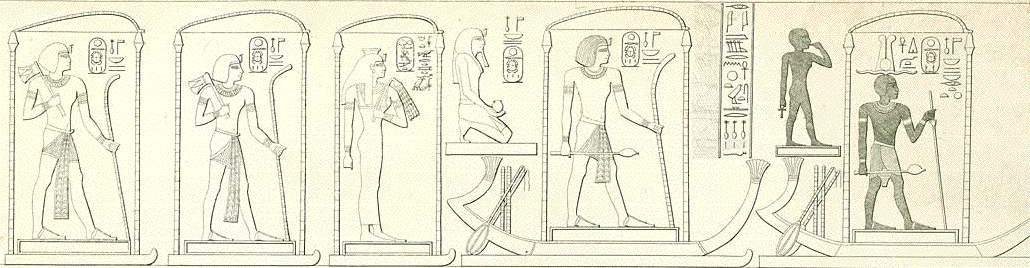
Cảnh rước tượng vương hậu Merytre-Hatshepsut (Abd el-Qurna)

## Bị xóa tên

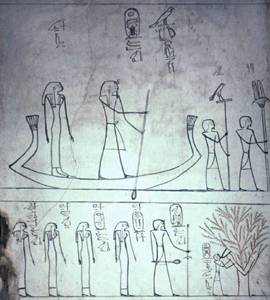
Trên: Thutmose III chở Iset trên thuyền
Dưới: lần lượt từ phải qua, Thutmose III, Merytre, Satiah, Nebtu và Nefertiru(hoạt cảnh trong KV34)

Mặc cho sự nổi bật của Merytre, thế nhưng một tấm bia từ đền tang lễ của Thutmose III có niên đại vào cuối thời trị vì của ông lại xóa bỏ tên của Merytre (dù bà vẫn còn sống), mà thay bằng tên của Iset, mẹ ruột của Thutmose gần như chắc chắn đã qua đời trước đó, vốn chỉ là thứ phi của Thutmose II. Việc thay tên đổi họ này rõ ràng Thutmose III nhằm mục đích duy nhất là bài trừ nữ vương Hatshepsut, người đã mất hơn 20 năm tính đến thời điểm này.
Vào khoảng năm 42 của Thutmose III, thái tử Amenemhat có lẽ đã mất, buộc nhà vua phải chọn một người thừa kế mới, tức Amenhotep II tương lai. Tính chất và thời điểm của cuộc bài trừ cho thấy rằng, Thutmose III đang tìm cách ổn định và đảm bảo quyền kế vị cho đứa con trai nhỏ của mình. Bằng cách thay thế tên người vợ còn sống bằng tên của mẹ mình, Thutmose III đã nâng Iset lên làm vương hậu chính thất, xóa bỏ thân phận thứ phi thấp kém của bà, nhằm tái khẳng định dòng chính và hợp pháp hóa quyền kế vị của ông, tách biệt hẳn với dòng dõi Hatshepsut. Hành động này cho thấy Thutmose không hề ghét bỏ Merytre, mà chỉ nhằm mục đích chính trị. Có lẽ, Merytre đã sẵn lòng hợp tác trong nỗ lực này nhằm nâng cao quyền kế vị của con trai bà.

## An táng
Khoảng năm 1900, ngôi lăng KV42 được phát hiện bởi nhà khảo cổ Howard Carter. Thời điểm đó, các nhà khảo cổ cho rằng KV42 được dành để chôn cất Senetnay, nhũ mẫu của Amenhotep II, là vợ của Sennefer (Thị trưởng vùng Thebes), do các vật dụng tùy táng trong mộ mang tên bà.
Tuy nhiên, vào năm 1921, Carter tìm thấy nhiều vật dụng cúng móng nhà có ghi tên Merytre-Hatshepsut kèm danh hiệu Chính thất Vương hậu. KV42 có kiểu cách trang trí và thiết kế tương đồng với KV34, là nơi an nghỉ của pharaon Thutmose III. Merytre, người sinh được vương tử nối dõi vào cuối đời Thutmose III, lại được nhắc đến trên mộ của chồng, một điều dường như không thấy ở các vị vua Vương triều thứ 18 khác. Do vậy, không khó để nhận ra rằng, Thutmose muốn xây cho vị vương hậu này một ngôi mộ gần cạnh ông.
Mặc dù dự kiến là nơi an nghỉ của vương hậu, lại không có bằng chứng nào cho thấy KV42 đã từng được sử dụng để chôn cất cho một người trong vương thất, và thậm chí là công việc trang trí của KV42 vẫn chưa hoàn thiện. Có lẽ, sau khi Thutmose III băng hà thì công việc xây dựng KV42 cũng đình lại để chuẩn bị cho vị vua kế nhiệm.
Một số vật chôn móng nhà khắc tên Merytre
- Đĩa ăn
- Bình đựng thuốc mỡ
- Bình đựng thuốc mỡ